# Gasthof Marktplatz 8
Der ehemalige Gasthof Marktplatz 8 (Hamburger Herberge) in der niedersächsischen Kreisstadt Cuxhaven im Landkreis Cuxhaven stammt vom ersten Drittel des 19. Jahrhunderts.
Aktuell (2024) wird er als Bürogebäude genutzt.
Das Gebäude steht unter Denkmalschutz (siehe auch Liste der Baudenkmale in Cuxhaven).

## Geschichte und Beschreibung
Der Marktplatz wurde benannt nach den seit 1737 hier abgehaltenen Märkten. Der Gasthof steht gegenüber der dominanten Martinskirche

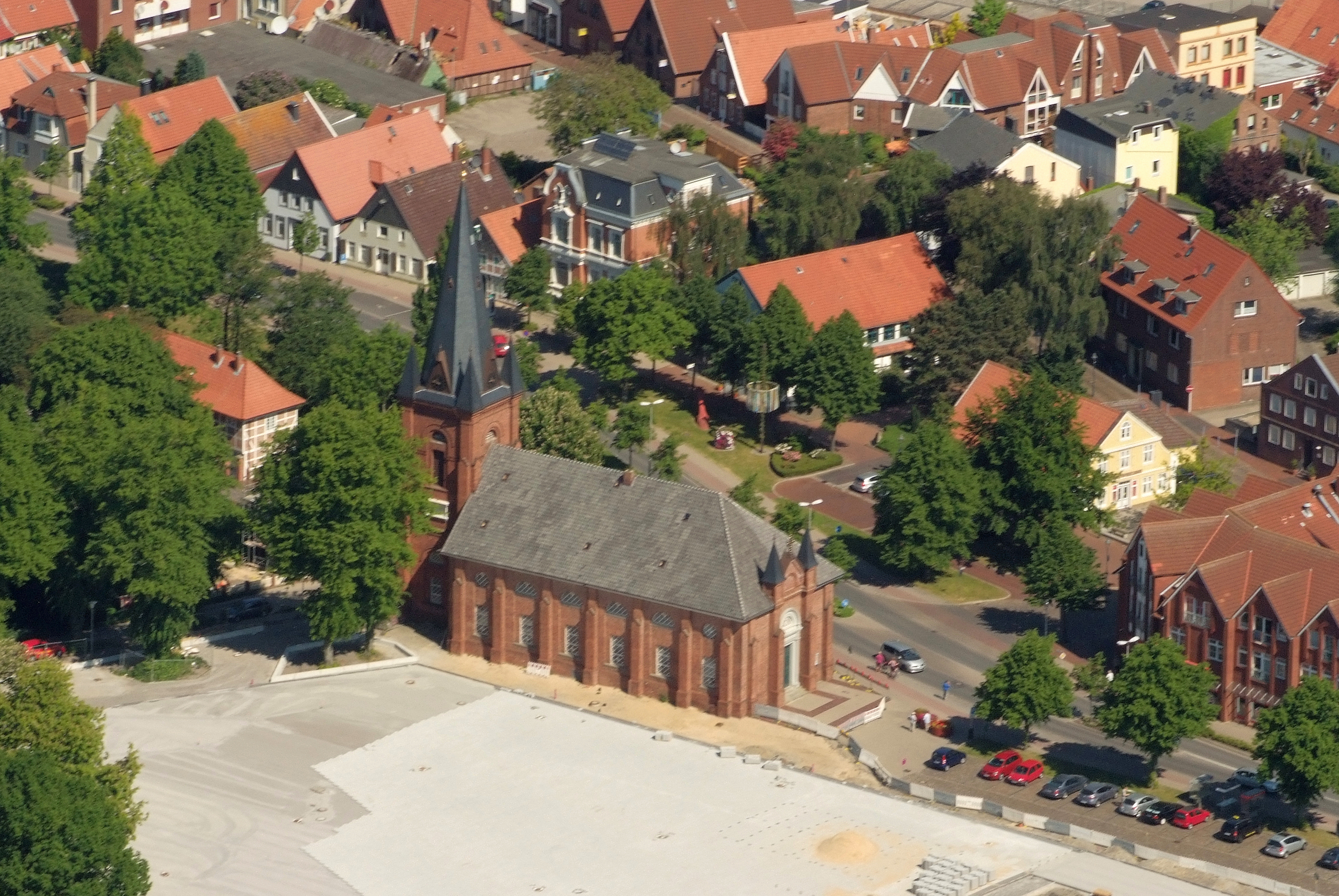
Luftbild mit Martinskirche und rechts etwas oberhalb die Nr. 8

Zur Zeit der Erbauung des Schlosses Ritzebüttel diente ein Gasthaus den Gästen des Schlosses bzw. des Amtmannes als Unterkunft. Sie wurde als Hamburger Herberge bekannt, da viele Gäste aus Hamburg kamen. Auch Hamburger Ratsherren und Beauftragte, die selbst auf dem Schloss wohnten, brachten ihre Dienerschaft in dem Gasthaus unter. Die Besitzer der Hamburger Herberge lassen sich anhand der Winnungsbücher, später Hypothekenbücher und heute der Grundbücher nachweisen.
Das eingeschossige traufständige verputzte Gebäude mit ziegelgedecktem Satteldach mit einem mittigen Dachhaus in Fachwerk mit Steinausfachung, wurde um 1810 gebaut. Nach Osten ein leicht gekehlter Blendgiebel mit abschließendem, stark profiliertem Dreieck, mittigem Eingang und zwei geschossteilenden Gesimsen.
In den 1950er Jahren war hier die Mietekasse Haase, wo die Einwohner ihre Mietzahlungen entrichten konnten. Der Anbau nach Norden mit Walmdach stammt von 1965. Die Stadtsparkasse Cuxhaven kaufte 1985 das Gebäude und betrieb hier nach einer umfangreichen Sanierung bis 2013 eine Geschäftsstelle. Heute (2024) ist hier ein Maklerbüro.
Das Landesdenkmalamt befand u. a.: „… ortsgeschichtlicher, gebäudetypischer und platzbildprägender Zeugniswert …“